# Parque Tanguá

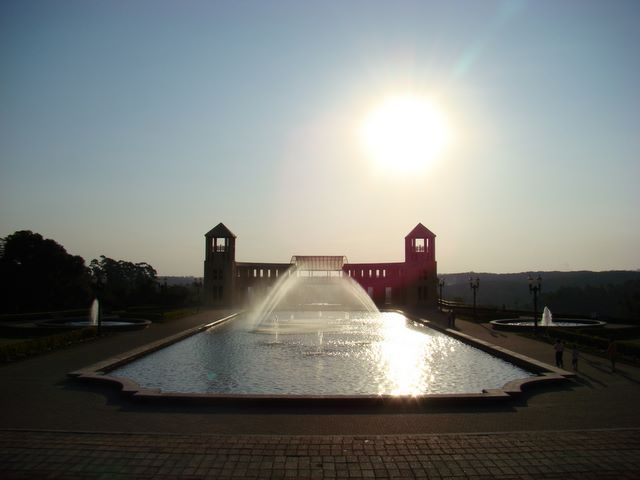
Vista principal de la entrada del parque.

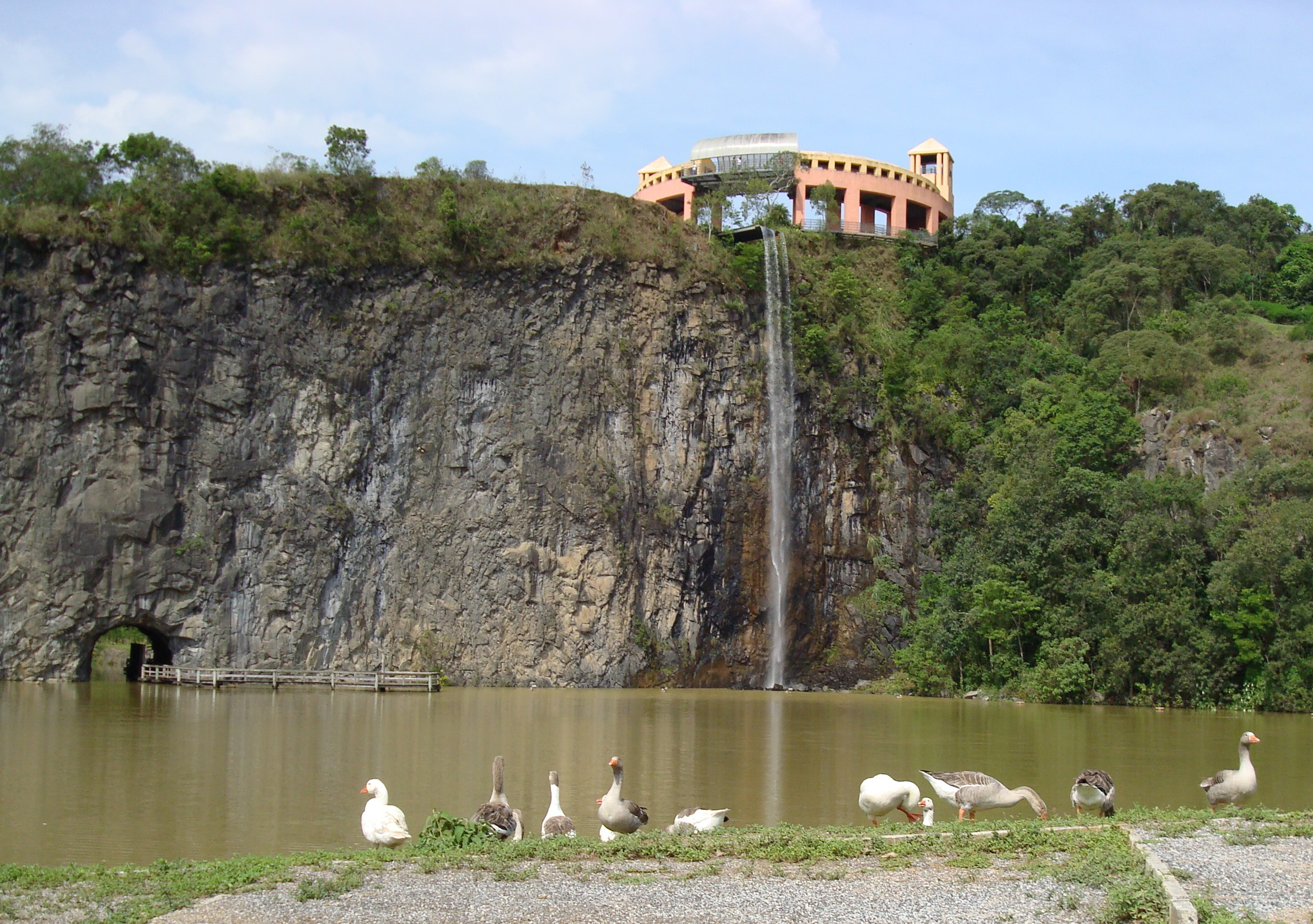
Área inferior del parque. En la foto, la cantera, el túnel y la cascada que sale del mirador en el área superior.

El Parque Tanguá es uno de los principales parques de la ciudad de Curitiba, capital del Estado brasileño de Paraná. Se localiza en la región norte de la ciudad, en los barrios Pilarzinho y Taboão. Fue fundado el 23 de noviembre de 1996 por el entonces alcalde Rafael Greca de Macedo, y construido donde existían dos canteras, desactivadas desde entonces.
Ocupa un área de 235 mil m², y cumple una función de preservación de la cuenca norte del río Barigüi, bastante cerca de se naciente, en el municipio de Almirante Tamandaré. Posee dos lagos y un túnel artificial, el cual puede ser atravesado en barco por los visitantes. Está dotado de ancladero, ciclovía, pista de atletismo, cafetería y dos estacionamientos para automóviles; uno en el área inferior y el otro en el área superior.
En el área superior se encuentra el Jardín Poty Lazzarotto, inaugurado el 6 de junio de 1998 por el entonces alcalde Cassio Taniguchi. Su nombre es en homenaje al artista local Poty Lazzarotto. Anexo, existe un mirador a 65m. del lago del área inferior El museo está abierto todos los días de 6:00 am a 8:00 pm.
La fauna está compuesta por patos, murciélagos, zarigüeyas, armadillos, cercetas, además de otras aves, serpientes de agua y otros animales, mientras que la flora del parque está compuesta por colas blancas, terciopelos, maria-mole, tarumã, aroeira, congonha. , bromelias, araucarias, canelos, durazneros silvestres, encinos, cafetos silvestres, yerba mate, entre otras especies. El Parque Tanguá está abierto todos los días de 6:00 a.m. a 8:00 p. m.

## Imágenes

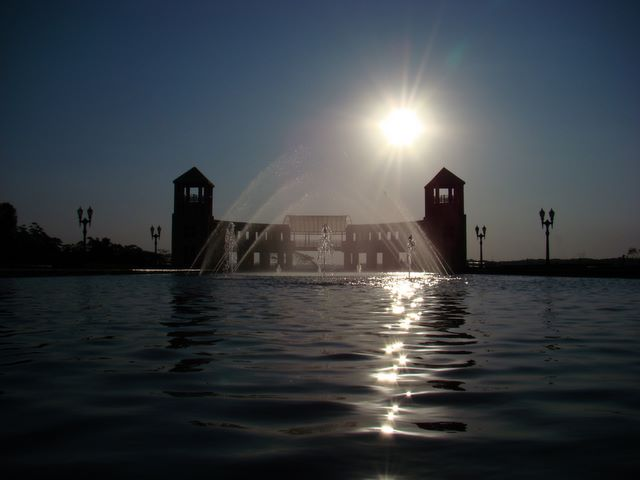
Entrada principal en un día soleado
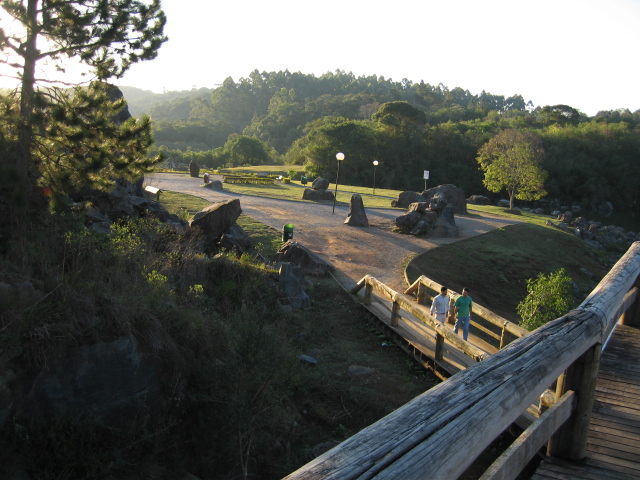
Sendero para caminar
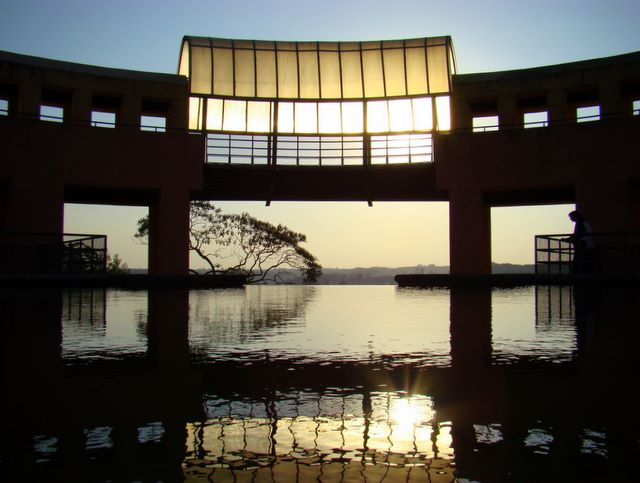
Fuente superior que alimenta a la cascada